# دانيل أرتيوخ
دانيل أرتيوخ (من مواليد 2 يونيو 2003) هو لاعب كرة الماء الكازاخستاني.  شارك في بطولة الرجال في دورة الألعاب الأولمبية الصيفية 2020.